# European Space Research Organisation
L'Organització Europea per a la Investigació Espacial (ESRO, de l'anglès European Space Research Organisation i en  francès, l'altre idioma oficial, Conseil Européen de Recherche Spatiale) va ser una organització  europea que es va dedicar a estudiar l'espai exterior. Va ser fundada el 1962 per Alemanya, Bèlgica, Dinamarca, Espanya, França, Itàlia, Països Baixos, Regne Unit, Suècia i Suïssa.
La ESRO va posar en òrbita amb èxit diversos satèl·lits, mitjançant llançadors nord-americans, especialitzats en l'observació del Sol i en les influències d'aquest sobre la Terra. Al contrari que la seva organització "germana", l'ELDO, no va tenir problemes greus i va ser una mostra que la cooperació europea en aquest camp podia funcionar. Va ser substituïda per l'ESA